# جواد شچربگوویچ
جواد شچربگوویچ (بوسنیایی: Dževad Šećerbegović؛ زادهٔ ۱۵ ژوئیهٔ ۱۹۵۵) بازیکن فوتبال اهل بوسنی و هرزگوین بود.
از باشگاه‌هایی که در آن بازی کرده‌است می‌توان به باشگاه فوتبال بشیکتاش اشاره کرد.
وی همچنین در تیم ملی فوتبال یوگسلاوی بازی کرده‌است.